# Vincent Doukantié
Vincent Doukantié (Clichy, Francia, 1 de abril de 1977), exfutbolista francés, de origen maliense. Jugaba de defensa.Actualmente es segundo entrenador del Red Star 93.

## Selección nacional
Ha sido internacional con la Selección de fútbol de Malí, ha jugado 15 partidos internacionales y ha anotado 1 gol.

## Clubes

### Como jugador
| Club           | País    | Año       |
| -------------- | ------- | --------- |
| Red Star 93    | Francia | 1998-2000 |
| RC Strasburgo  | Francia | 2000-2002 |
| US Créteil     | Francia | 2002-2003 |
| Stade de Reims | Francia | 2003-2004 |
| Tours FC       | Francia | 2005-2007 |
| Stade Laval    | Francia | 2007-2008 |

### Como entrenador
| Club                        | País    | Año       |
| --------------------------- | ------- | --------- |
| Red Star 93                 | Francia | 2011-2013 |
| Red Star 93 Sub-23          | Francia | 2013-2015 |
| Red Star FC B               | Francia | 2015-2016 |
| Red Star 93 (2º entrenador) | Francia | 2016-2018 |
| Red Star 93 (interino)      | Francia | 2019      |
| Red Star 93 (2º entrenador) | Francia | 2019-     |

- Datos: Q3559600